# Joven vestido de majo

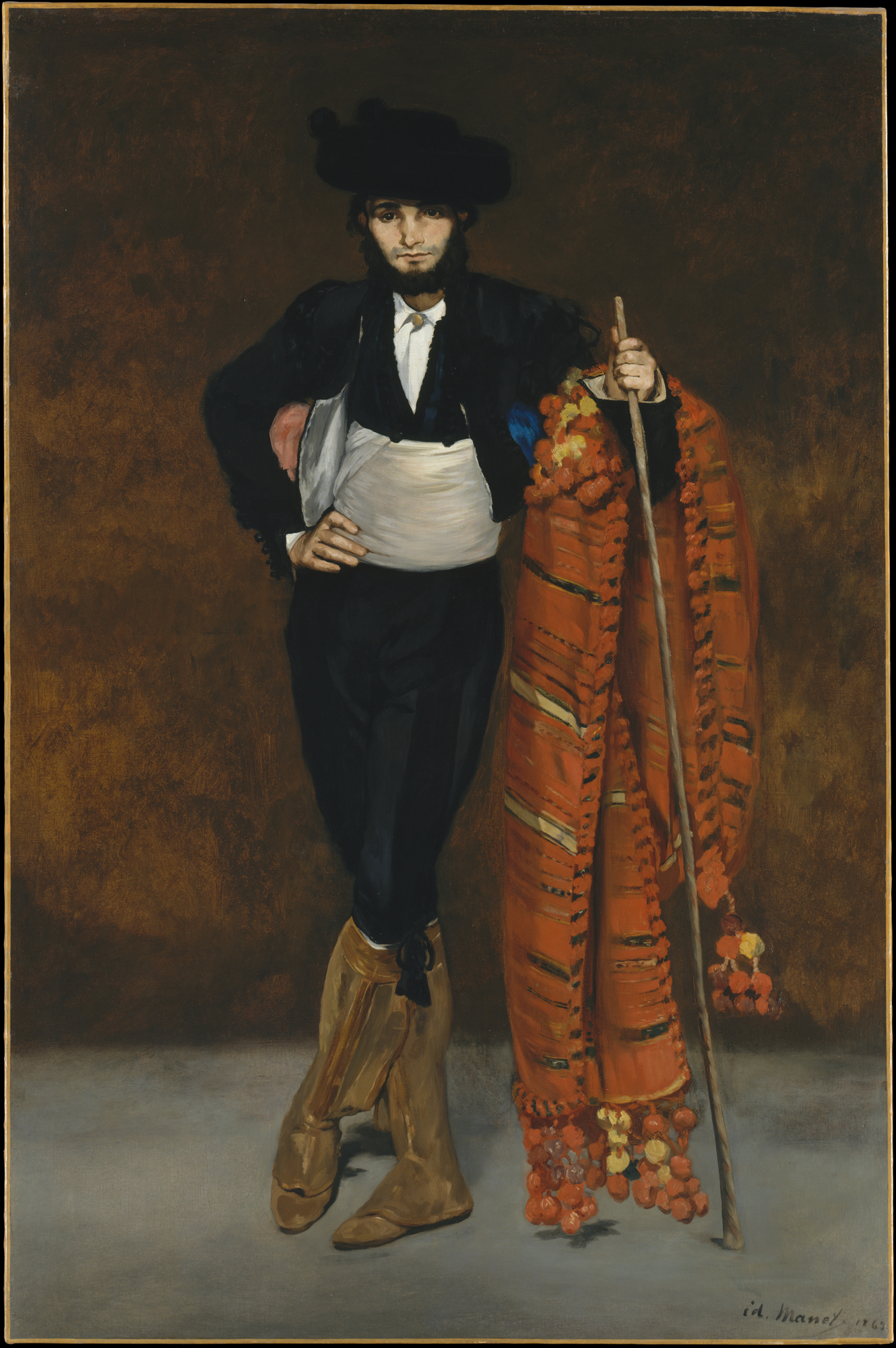
Joven vestido de majo (1863) de Édouard Manet.

Joven vestido de majo es un óleo sobre lienzo de Édouard Manet, ejecutado en 1863, expuesto por primera vez en el Salon des Refusés de ese año junto a El almuerzo sobre la hierba y Victorine Meurent en traje de torero. Es típico del período español del artista, cuando estuvo fuertemente influenciado por Diego Velázquez y también la temática española, de moda en la época de Napoleón III, como ilustran las obras de Théophile Gautier y Prosper Merimée.
La pintura provocó reacciones encontradas. Como solía ocurrir con Manet, la crítica se centró en el aspecto incompleto de la obra. Por ejemplo, la cabeza del modelo no se muestra detallada, al contrario que la hermosa manta, bien trabajada. El traje lo obtuvo Manet de un marchante español, al igual que el de El cantante español y el de torero que luce Victorine Meurent disfrazada de matador.
El modelo fue el hermano menor de Manet, Gustave, que se muestra con el atuendo de los gallardos jóvenes españoles de clase baja conocidos coloquialmente como majos. Se exhibe en el Museo Metropolitano de Arte.